# Claire Élisabeth Jeanne Gravier de Vergennes, comtesse de Rémusat

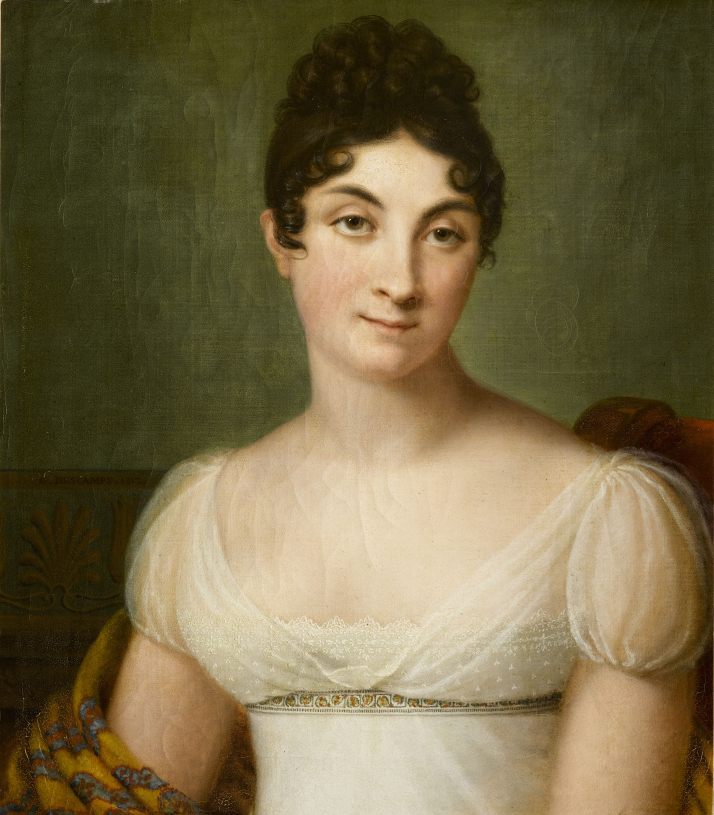
Porträt Madame de Rémusats von Guillaume Descamps, 1813

Claire Élisabeth Jeanne Gravier de Vergennes, comtesse de Rémusat (* 5. Januar 1780 in Paris; † 16. Dezember 1821 ebenda), oft kurz nur Comtesse de Rémusat oder Madame de Rémusat genannt, war eine Hofdame der Kaiserin Joséphine de Beauharnais und durch Heirat Gräfin von Rémusat. Ihre Memoiren und erhaltenen Briefe zeichnen ein lebendiges Bild des napoleonischen Hofs in der Zeit von 1802 bis 1814.

## Leben
Claire kam als ältere von zwei Töchtern Jean-Charles Graviers, marquis de Vergennes, eines Maître de requêtes, und dessen Frau Élisabeth Adélaïde Françoise de Bastard in Paris zur Welt. Sie war damit eine entfernte Verwandte Charles Gravier de Vergennes’, des bekannten Außenministers unter König Ludwig XVI. Ihr Vater starb während der Französischen Revolution 1794 auf dem Schafott, und die Mutter zog anschließend mit ihren beiden Töchtern aufs Land nach Saint-Gratien in der Nähe von Montmorency. Dort verbrachte Clary, so wurde Claire Élisabeth Jeanne im Familienkreis genannt, gemeinsam mit ihrer jüngeren Schwester Jeanne Françoise Adélaïde, der späteren Gräfin von Nansouty, eine wohlbehütete Kindheit. 1789 war sie Stiftsdame von Saint-Antoine-de-Viennois.
Im Alter von 16 Jahren heiratete sie am 9. Februar 1796 in Saint-Gratien den Grafen Auguste-Laurent de Rémusat, der später Präfekt der Départements Haute-Garonne und Nord wurde. Obwohl der Bräutigam mehr als doppelt so alt war wie die Braut, war es eine Liebesheirat. Nur 14 Monate später brachte Claire im März 1797 ihren ersten Sohn, Charles, zur Welt, der später französischer Innenminister, französischer Außenminister und Mitglied der Académie française werden sollte. Ihr zweites Kind, ein Sohn namens Albert Dominique, wurde im Dezember 1801 geboren.
Ihre Mutter Élisabeth unterhielt gute Kontakte zu Joséphine de Beauharnais, und durch diese Verbindung erhielt Claire nach der Hochzeit Joséphines mit Napoleon im Jahr 1802 das Amt einer ihrer Gesellschaftsdamen. Noch im gleichen Jahr wurde sie zur dame du palais ernannt, was etwa dem Rang einer ersten Hofdame gleichkam. Zeitgleich erhielt Claires Mann das Amt des prefet du palais und wurde kurze Zeit später erster Kammerherr Napoleons. Bis sich der Kaiser Ende des Jahres 1809 von seiner Frau trennte, lebte Claire mit dem kaiserlichen Paar unter einem Dach und war eine der engsten Vertrauten Joséphines. Zudem unterhielt sie einen Salon, der einer der meistbesuchten seiner Zeit war. Nach der Scheidung Joséphines folgte ihr Claire nach Malmaison.
Über die Ereignisse der Jahre seit 1802 führte Madame de Rémusat ein Tagebuch, das sie aber 1815 während der Herrschaft der Hundert Tage wegen seines teilweise kompromittierenden Inhalts aus Furcht vor Repressalien verbrannte. Seit der Restauration lebte sie gemeinsam mit ihrem Mann in den verschiedenen Präfekturen, mit deren Verwaltung er beauftragt wurde. Ab 1818 begann sie damit, anhand von Erinnerungen und Kurznotizen ihre Memoiren zu verfassen. Die Aufzeichnungen umfassen jedoch nur die Jahre 1802 bis 1808 und blieben somit unvollendet, da die Autorin im Dezember 1821 im Alter von 41 Jahren verstarb. Sie liegt auf dem Friedhof Père-Lachaise begraben.

## Schachpartie
Durch eine bis heute oft nachgedruckte Schachpartie gegen Napoleon fand Madame de Rémusat Eingang in die Schachliteratur.
Napoleon – Madame de Rémusat, 1804
1. Sc3 e5 2. Sf3 d6 3. e4 f5 4. h3 fxe4 5. Sxe4 Sc6 6. Sfg5 d5 7. Dh5+ g6 8. Df3 Sh6 9. Sf6+ Ke7 10. Sxd5+ Kd6 11. Se4+ Kxd5 12. Lc4+ Kxc4 13. Db3+ Kd4 14. Dd3# 1–0
Nach einem Bericht der Zeitschrift Le Palamède aus dem Jahr 1845 fand die Partie am 20. März 1804, der Nacht vor der Erschießung des Herzogs von Enghien, auf Schloss Malmaison statt. Madame de Rémusat, die auf eine Begnadigung des Herzogs hoffte, habe vor Furcht gezittert und nicht gewagt, Napoleon während des Spiels anzusehen.

## Werke
Zeit ihres Lebens hatte Claire Élisabeth Jeanne Gravier de Vergennes Kurzgeschichten, Romane und Übersetzungen geschrieben, die jedoch alle unveröffentlicht blieben. Ausnahme ist eine mit C.-F. signierte Novelle, die in der Zeitschrift Lycée français erschien.
Nach ihrem Tod veröffentlichte ihr Sohn Charles aus ihrem Nachlass 1824 das Essai sur l’éducation des femmes, das die Akademie française mit einer goldenen Medaille (französisch medaille d’or) auszeichnete. 1825 erschienen eine zweite und dritte Auflage des Werks. Ihr Enkel Paul de Rémusat gab 1879 bis 1880 auf Bitten des Vaters dann schließlich die Mémoires de Madame de Rémusat, 1802-1808 in drei Bänden heraus, die in mehrere Sprachen übersetzt wurden und zahlreiche Neuauflagen erfuhren. Ihnen folgten 1881 unter dem Titel Lettres de Madame de Rémusat, 1804-1814 die erhaltenen Briefe Claires als zweibändiges Werk.